# Kalinayakanahalli, Sidlaghatta
Kalinayakanahalli là một làng thuộc tehsil Sidlaghatta, huyện Chikkaballapur, bang Karnataka, Ấn Độ.